# Xylocopa sicheli
Xylocopa sicheli är en biart som beskrevs av Joseph Vachal 1898. Xylocopa sicheli ingår i släktet snickarbin, och familjen långtungebin. Inga underarter finns listade i Catalogue of Life.